# Sydney Trains Tangara
Die Tangara von Sydney Trains sind elektrische Doppelstocktriebzüge, die im Schnellbahnnetz von Sydney eingesetzt werden. A Goninan & Co baute die Fahrzeuge von 1987 bis 1997 in einer Nahverkehrs- (T set) und einer Regionalverkehrsvariante (G set), die jedoch später zur Nahverkehrsvariante umgebaut wurde. Die Züge bestehen aus vier jeweils zwanzig Meter langen doppelstöckigen Wagen mit breiten Doppeltüren über den Drehgestellen. Die Tangaras erhielten ein modernes Design, bei ihrer Einführung wurden sie als »Zug des 21. Jahrhunderts« beworben. Der Name stammt aus der Sprache der Aborigines und bedeuten »gehen«.

## Geschichte

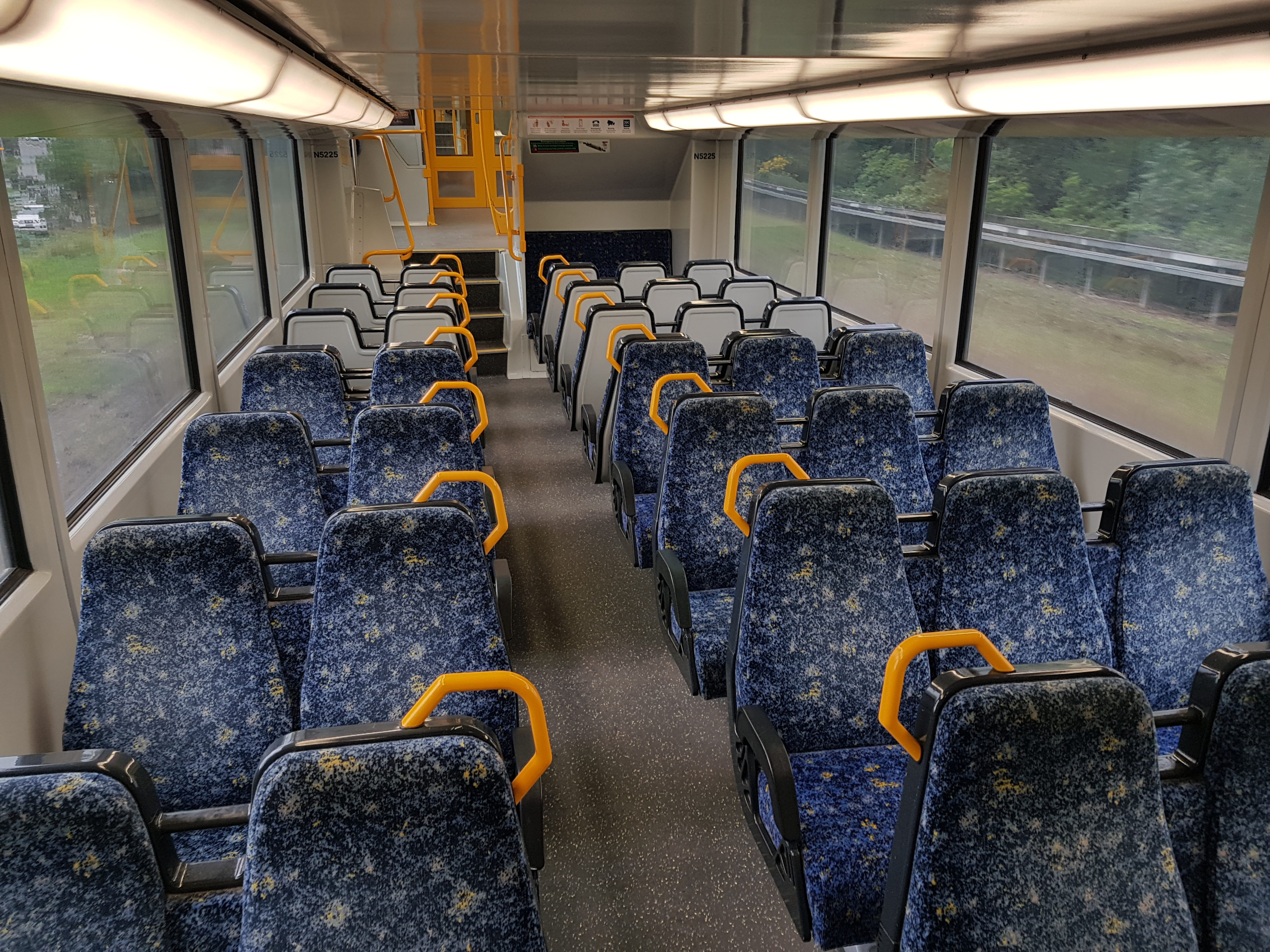
Modernisiertes Untergeschoss

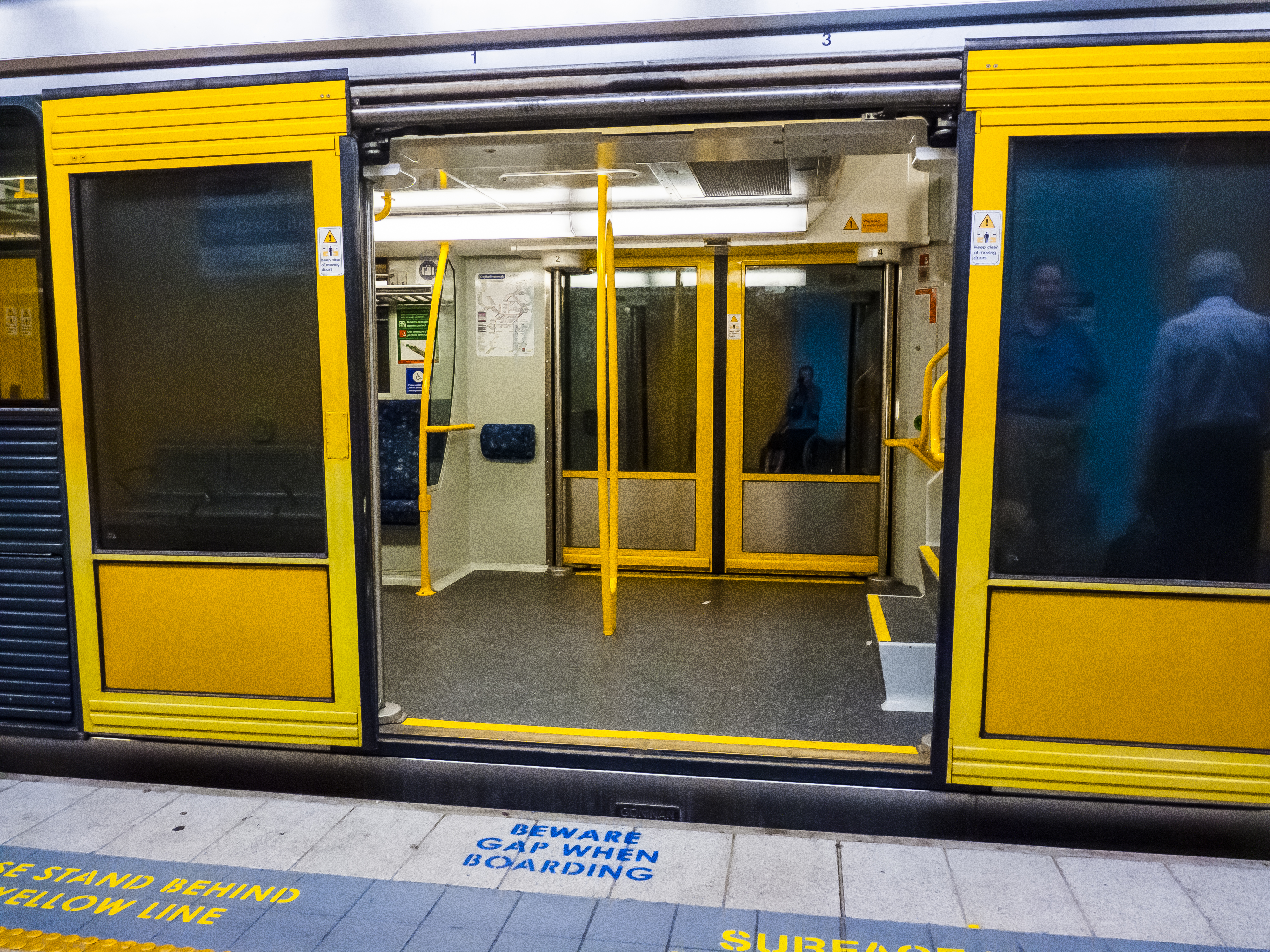
Eingangsbereich

Im Juli 1986 bestellte die Regierung von New South Wales 450 Wagen im Wert von rund 500 Millionen AU-$ bei A. Goninan & Co. Der erste Zug wurde im Dezember 1987 im Bahnhof Sydney Central als „weltbester Vorortzug“ und „Zug des 21. Jahrhunderts“ präsentiert. Der Fahrgasteinsatz begann schließlich kurz darauf im April 1988.
Ab 2010 wurden die Innenräume nach inzwischen zwanzig Einsatzjahren modernisiert. Dabei erhielten die Sitze neue Polster und Haltegriffe und Fußböden wurden ausgetauscht.
Die Züge sollen bis mindestens 2036 in Betrieb bleiben und erhalten dafür seit 2024 eine Auffrischung.

## Technik
Die Züge haben zwei an allen Achsen angetriebene Mittelwagen (Präfix N) und zwei antriebslose Endwagen mit Stromabnehmer (Präfix O).
Die Einstiegsbereiche befinden sich über den Drehgestellen und verfügen über weite Doppelschwenkschiebetüren. An den Enden schließen sich zum Wagenübergang hin Mehrzweckbereiche mit Längssitzen an. In der Mitte ist der doppelstöckige Bereich, wo fünf Sitze pro Reihe angeordnet wurden. Die Sitze der ehemaligen Regionalzüge (G set) können in Fahrtrichtung gedreht werden.
Die Tangaras erregten durch das ungewöhnliche Design mit flacher angeschrägter Front und viel abgedunkelter Fensterfläche und den weiten Wagenübergängen Aufsehen. Die Wagenkästen bestehen aus nichtrostendem Stahl und sind luftgefedert. Zur Geräuschreduktion wurden Verkleidungen angebracht und die Wände außen besonders glatt gestaltet. Mithilfe von GTO-Thyristoren konnten Anfahr- und Bremsrucke gegenüber den älteren Fahrzeugen mit Bremswiderständen gesenkt werden.
Es wurden eine Klimaanlage, Videoüberwachung und Fahrgastinformationssysteme eingebaut.

## 4D-Prototyp

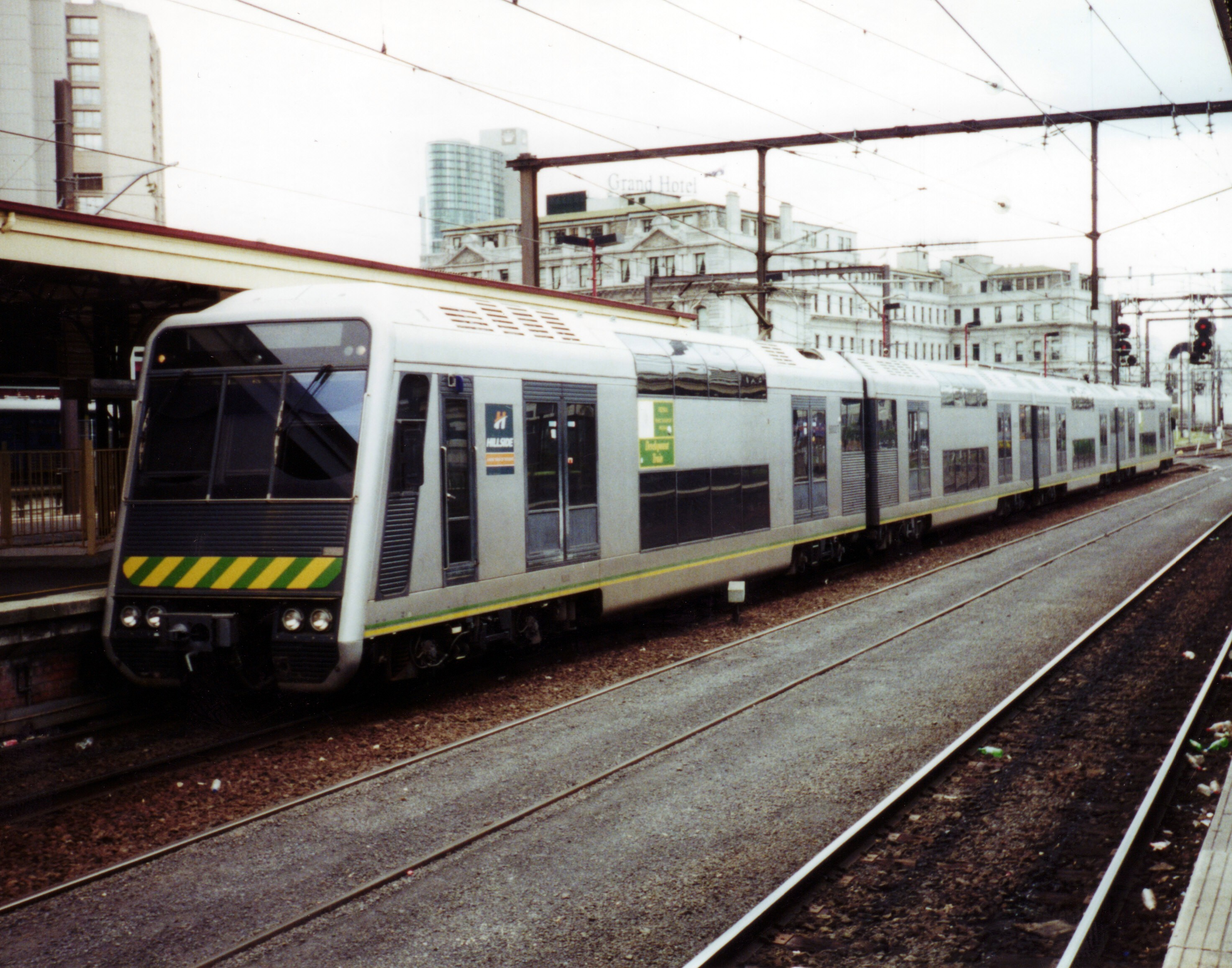
4D-Prototyp in Melbourne

Um den Einsatz von Doppelstockzügen auf dem Schnellbahnnetz von Melbourne zu testen, baute Goninan im Jahr 1991 den Prototyp 4D. Es kam jedoch zu keiner Serienlieferung dieses den Tangara sehr ähnlichen Typs.